# (63525) 2001 PU2
2001 بي يو 2 (ويعرف أيضًا باسم (63525) 2001 بي يو 2 وفق تسمية الكوكب الصغير) (بالإنجليزية: 2001 PU2)‏ هو كويكب ضمن حزام الكويكبات؛ وترتيبه 63525 من حيث الاكتشاف.
اكتُشف هذا الجُرم الفلكي بواسطة تعقب الأجرام القريبة من الأرض في 3 أغسطس 2001.

## وصلات خارجية
- (63525) 2001 PU2 في قاعدة بيانات مختبر الدفع النفاث لأجرام النظام الشمسي الصغيرة

- الاكتشاف · مخطط المدار ·  العناصر المدارية · المعلمات المادية

- (63525) 2001 PU2 على موقع ويكي سكاي: DSS2, SDSS, GALEX, IRAS, Hydrogen α, X-Ray, Astrophoto, Sky Map, Articles and images